# Smart Alec (film américain, 1951)
Smart Alec, aussi appelé Smart Aleck, est un film pornographique sorti en 1951. 

## Histoire
Ce court métrage, muet, classé X, d'une durée maximale de 20 minutes et tourné en noir et blanc, est l'un des plus célèbres et des plus largement diffusés, des débuts de l'ère pornographique underground. Il a été qualifié d’« iconographique », « le plus connu de tous les films américains pornographique », et l'« apogée de la tradition américaine du porno »,. L'actrice principale, alors connue sous le nom de Juanita Slusher, une jeune femme de 16 ans qui semblait beaucoup plus âgée, est devenue plus tard célèbre sous le nom de stripteaseuse Candy Barr,.
À l'époque, Candy Barr travaillait comme prostituée et aurait été forcée par un de ses clients à jouer dans le film,. Une rumeur courait à l'époque que l'homme était Gary Crosby, fils de Bing Crosby. Le film a été tourné dans un hôtel de Dallas, qui a servi de décor à plusieurs autres courts métrages pornographiques de l'époque. D'autres sources, telles que l'Internet Movie Database, rapportent que le film a été tourné à San Antonio et que la jeune Juanita a été incitée à y apparaître par le patron d'un club de striptease de Dallas, où elle travaillait comme vendeuse de cigarettes et faisait l'amour contre de généreux pourboires.
Candy Barr a déclaré à un magazine masculin qu'elle avait fait le film érotique parce qu'elle était fauchée et affamée. « Je suis allée à l'adresse qu'un ami m'a donnée. L'homme derrière le bureau m'a regardé. Il m'a dit que j'avais une belle silhouette. Puis il m'a expliqué qu'il voulait que je joue dans un film osé. Puis il a ouvert son portefeuille et a compté un tas de billets de dix dollars. Il les a comptés sur le bureau devant moi, un par un. Le sac que je tenais dans mes mains contenait exactement sept cents. J'ai fait le film ».
Le film vaut à Candy Barr d'être qualifiée de « la première star du porno », ou « la première princesse du porno en Amérique ». Avec la coopération de Barr, le FBI poursuit par la suite le producteur pour exploitation d'une mineure. Candy Barr a ensuite poursuivi le magazine Playboy qui avait imprimé une photo du film. Luke Ford, le chroniqueur à potins qui a écrit A History of X : 100 Years of Sex in Film, a déclaré à propos du film : « Cela a ruiné sa vie. Elle l'a regretté toute sa vie ».
« Ce n'est que lorsque ma faim a disparu que j'ai pu penser clairement. Mais j'étais encore trop jeune pour comprendre pleinement ce que j'avais fait », a déclaré Candy Barr.  « Je suis encore malade de honte pour ce que j'ai fait, mais quand on est [jeune] et toute seule que l'on pleure à l'intérieur de soi pour manger, on ne peut pas toujours distinguer le bien du mal ».
Le film figure dans de nombreuses compilations de films pornographiques historiques. Smart Alec figure parmi les films présentés dans A History of the Blue Movie (en) d'Alex de Renzy, en 1970. Il a ensuite été diffusé sur vidéo sous le titre Smokers of the Past, Vol. 1. 